# Twierdza Różan
Twierdza Różan – zespół fortyfikacji wzniesiony przez Rosję w mieście Różan w pierwszych latach XX wieku.
Umocnienia zbudowano dla zabezpieczenia przepraw przez Narew. Twierdza składała się z trzech fortów tworzących pierścień wokół miasta oraz dwóch redut ziemnych w bezpośrednim pobliżu mostu, pełniących rolę śródszańca i baterii artyleryjskiej, nazywanych zbiorczo Fortem IV. Forty zachowały się w różnym stanie do dzisiaj.
Budowę twierdzy rozpoczęto w 1902 roku od usypania redut tzw. fortu IV. Betonowe umocnienia fortów I–III budowano w latach 1905–1910. Forty I i II posiadają narys trójkąta, fort III wybudowano na planie trapezu. Wszystkie forty posiadają identyczne koszary szyjowe z kaponierą oraz wolnostojącą studnię obudowaną schronem. Forty I i II wyposażono w czołową kaponierę, fort III posiada pełną przeciwskarpę z dwoma kaponierami.
W trakcie I wojny światowej twierdza w Różanie była atakowana przez wojska niemieckie od 22 lipca 1915 roku. Mimo wsparcia artylerii fortyfikacje nie zostały zdobyte ani uszkodzone. Rosjanie wycofali się w nocy z 23 na 24 lipca, w związku z tym, iż wojska niemieckie sforsowały Narew na innym odcinku. 

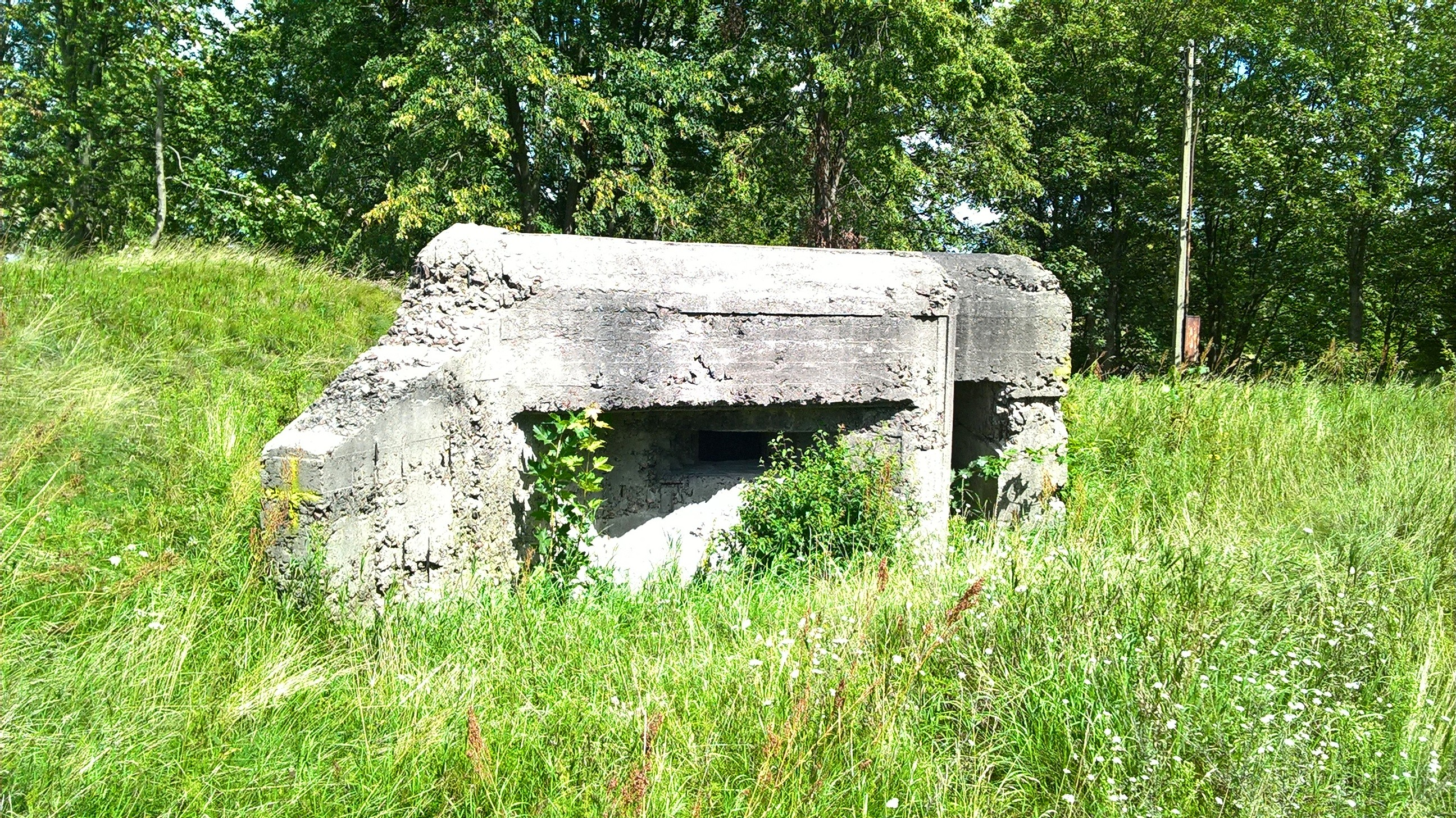
Polski schron do ognia jednobocznego z 1939 roku w Forcie I twierdzy w Różanie

W 1939 roku forty zostały wzmocnione polskimi schronami bojowymi. Wzniesiono dwa takie obiekty (jeden z nich nie został w całości wybetonowany do momentu rozpoczęcia wojny).
Fort I w okresie powojennym był wykorzystywany na szkolne warsztaty, częściowo zasypano fosę, budując boisko szkolne. W 2001 roku został wydzierżawiony prywatnemu inwestorowi. Teren został oczyszczony, wyburzono pozostałości warsztatów, budynki są remontowane. Docelowo fort będzie siedzibą muzeum garnizonu w Różanie oraz powiatu makowskiego.
Fort II jest własnością prywatnej firmy. Koszary są wykorzystywane do produkcji przemysłowej. Teren fortu został mocno zniszczony – zniwelowano wały, powstało wiele budynków skutecznie niszczących zabytkową strukturę umocnień.
Fort III mieści od 1961 roku Krajowe Składowisko Odpadów Promieniotwórczych. Umocnienia zostały mocno przekształcone w części podziemnej, gdzie przechowywane są odpady. Zniwelowano część rowów fortecznych, gdzie także składowane są odpady zalewane betonem.
Fort IV jest tylko częściowo zachowany. Połowa ziemnej reduty została zniwelowana podczas budowy masztu. Druga połowa jeszcze jest czytelna w terenie.